# Энергетика Сахалинской области
Энергетика Сахалинской области — сектор экономики региона, обеспечивающий производство, транспортировку и сбыт электрической и тепловой энергии. Особенностью энергетики Сахалинской области является изолированность от Единой энергосистемы России, а также разделенность на ряд не связанных друг с другом энергорайонов и энергоузлов. По состоянию на 2020 год, на территории Сахалинской области эксплуатировались четыре крупные тепловые электростанции, а также ряд небольших дизельных, ветровых, геотермальных электростанций и малых ГЭС, общей мощностью 804,4 МВт. В 2019 году они произвели 2888 млн кВт·ч электроэнергии.

## История
Особенностью развития электроэнергетики Сахалинской области является принадлежность в 1905—1945 годах южной части Сахалина Японии, ей же до 1945 года принадлежали Курильские острова. Развитие электроэнергетики на севере Сахалина было начато в 1931 году с началом строительства Охинских нефтяных промыслов, чье энергоснабжение обеспечивала дизельная электростанция мощностью 1,48 МВт. В 1946 году создается трест «Сахалинэлектросеть», которому передаётся в том числе энергетическое хозяйство, созданное на южном Сахалине японцами. На тот момент на Сахалине эксплуатировались 37 небольших электростанций и более 700 км линий электропередачи.
В 1961 году было начато строительство первой крупной электростанции на Сахалине — Сахалинской ГРЭС, стройка была объявлена Всесоюзной ударной комсомольской. Первый турбоагрегат был пущен выработан 28 декабря 1965 года, одновременно введена в эксплуатацию первая на Сахалине линия электропередачи напряжением 220 кВ Сахалинская ГРЭС — Южно-Сахалинск. В 1972 году станция достигла проектной мощности в 315 МВт, в эксплуатацию были введены 6 турбоагрегатов, а также шесть котлоагрегатов. К началу 1990-х годов оборудование станции достигло высокой степени износа, начался процесс постепенного вывода из эксплуатации оборудования или его перемаркировки со снижением мощности.
В 1969 году вводится в эксплуатацию Охинская ТЭЦ и начинается строительство Южно-Сахалинской ТЭЦ-1. Первый турбоагрегат Южно-Сахалинской ТЭЦ-1 был введён в эксплуатацию в 1976 году, второй — в 1978 году. В 1980 году строительство первой очереди станции мощностью 115 МВт в составе двух турбоагрегатов и трёх котлов было завершено. Во вторую очередь предусматривалась установка двух турбоагрегатов и четырёх котлов. Строительство второй очереди было начато в 1981 году, в 1982 году был введен в строй котлоагрегат № 4, а в 1984 году турбоагрегат № 3 мощностью 110 МВт. В 1986 году, после пуска котлоагрегата № 5 строительство второй очереди было завершено (от монтажа еще одного турбоагрегата и одного турбоагрегата было решено отказаться). Установленная мощность Южно-Сахалинской ТЭЦ-1 достигла 225 МВт.
В 1988 году с вводом в эксплуатацию ВЛ-220 кВ «Тымовское-Ноглики» Ногликский энергоузел присоединяется к Центральному энергорайону. Для повышения надёжности энергоснабжения в 1996—1999 годах вводится в эксплуатацию Ногликская газовая электростанция (Ногликская ГЭС). В 2002 году вводится в эксплуатацию Менделеевская ГеоТЭС на о. Кунашир, в 2007 — Океанская ГеоТЭС на о. Итуруп. Конструкция этих геотермальных электростанций оказалось неудачной и они были выведены из эксплуатации в 2016 и 2013 годах, соответственно. В 2019 году Менделеевская ГеоТЭС была модернизирована и вновь введена в эксплуатацию. В 2014 году была введена в эксплуатацию ветроэлектростанция в с. Головнино, в 2015 году — ветроэлектростанция в с. Новиково.
В 2011—2013 годах все пять котлоагрегатов Южно-Сахалинской ТЭЦ-1 были переведены на сжигание природного газа, уголь оставлен в качестве резервного топлива. В 2011 году было начато строительство энергоблока № 5, завершённое летом 2012 года. Строительство энергоблока № 4 было начато в сентябре 2010 года и завершено в октябре 2013 года. С вводом в эксплуатацию газотурбинных блоков мощность станции увеличилась более чем на 200 МВт, что позволило создать необходимый резерв мощности в энергосистеме, вывести из эксплуатацию часть изношенного оборудования Сахалинской ГРЭС, повысить надежность энергоснабжения потребителей за счет высокой маневренности газотурбинных установок.
В 2016 году вблизи с. Ильинское Томаринского района было начато строительство Сахалинской ГРЭС-2 мощностью 120 МВт, основной задачей которой является замещение выводимой из эксплуатации Сахалинской ГРЭС. Пуск Сахалинской ГРЭС-2 был произведён в ноябре 2019 года, после чего Сахалинская ГРЭС была выведена из эксплуатации.

## Организация энергосистемы Сахалинской области
По причине островного расположения региона и недостаточного развития электросетевого комплекса на Сахалине, Сахалинская область не связана с Единой энергосистемой России и не имеет собственной энергосистемы, охватывающей весь регион. На территории области расположен ряд локальных энергорайонов и энергоузлов, наиболее крупными из которых являются:

### Сахалин
- Центральный энергорайон — крупнейший энергорайон региона, расположен в центральной и южной части о. Сахалин. Включает в себя Южно-Сахалинскую ТЭЦ-1, Сахалинскую ГРЭС-2, Ногликскую ГЭС и две небольшие ТЭЦ (блок-станции) в г. Холмске и Томари. Общая мощность действующих по состоянию на 2020 год электростанций энергорайона составляет 634,74 МВт. На Центральный энергорайон приходится около 88 % выработки электроэнергии в Сахалинской области.
- Северный энергорайон — расположен в северной части острова Сахалин, включает в себя Охинскую ТЭЦ мощностью 99 МВт. На Северный энергорайон приходится около 8 % выработки электроэнергии в Сахалинской области (по состоянию на 2018 год).
- Новиковский энергоузел — расположен в южной части о. Сахалин, обеспечивает энергоснабжение с. Новиково, включает в себя Новиковскую ветродизельную электростанцию мощностью 4,96 МВт.
- Энергорайон «Сфера» — обеспечивает энергоснабжение жилых микрорайонов в г. Южно-Сахалинске, базируется на Мини-ТЭЦ «Сфера» и «Сфера-2», построенных на базе газопоршневых (с блоками утилизации тепла) и дизельных установок, общей мощностью 7,2 МВт.

### Курилы
- Северо-Курильский энергоузел — обеспечивает энергоснабжение о. Парамушир. Включает в себя дизельную электростанцию (ДЭС) г. Северо-Курильска, Северокурильскую МГЭС-1 и Северокурильскую МГЭС-2, связанных между собой линией электропередачи напряжением 6 кВ, общей мощностью 7,11 МВт.
- Курильский энергоузел — обеспечивает энергоснабжение о. Итуруп. Включает в себя ДЭС с. Китовое и ДЭС с. Рейдово, связанных между собой линиями электропередачи напряжением 6 и 35 кВ, а также три небольшие ДЭС в с. Буревестник и Горное. Общая мощность ДЭС — 14,02 МВт.
- Южно-Курильский энергоузел — состоит из двух энергоузлов, обеспечивающих энергоснабжение о. Кунашир и о. Шикотан. Энергоснабжение о. Кунашир обеспечивает Менделеевская ГеоТЭС, ДЭС «Южно-Курильская» и ветродизельная станция «Головнино», на о. Шикотан — ДЭС «Крабозаводское» в с. Крабозаводское и ДЭС «Малокурильское» в с. Малокурильское.

## Генерация электроэнергии
По состоянию на 2019 год, на территории Сахалинской области эксплуатировались 4 относительно крупные тепловые электростанции общей мощностью 686,24 МВт, ведётся строительство Сахалинской ГРЭС-2 мощностью 120 МВт, с планируемым вводом в эксплуатацию в конце 2019 года. Также эксплуатируются две малые ГЭС, два ветродизельных комплекса, ГеоТЭС «Менделеевская» и ряд небольших тепловых электростанций на базе дизельных и газопоршневых установок.

### Южно-Сахалинская ТЭЦ-1
Расположена в городе Южно-Сахалинске, крупнейшая электростанция Сахалинской области. Установленная электрическая мощность станции — 455,24 МВт, тепловая мощность — 783,5 Гкал/час, фактическая выработка электроэнергии в 2018 году — 2069 млн кВт·ч. Фактически представляет собой три электростанции, расположенные на одной площадке: паротурбинную теплоэлектроцентраль мощностью 225 МВт, ГТУ-ТЭЦ (4 энергоблок) мощностью 139,08 МВт и газотурбинную электростанцию (5 энергоблок) 91,16 МВт. В качестве топлива использует природный газ, резервное топливо паротурбинной части — бурый уголь. Турбоагрегаты станции введены в эксплуатацию в 1976—2013 годах. Оборудование станции включает в себя 8 турбоагрегатов (1×60, 1×55, 1×110, 3×46,36, 3×45,58 МВт), 5 котлоагрегатов и 3 котла-утилизатора. Принадлежит ПАО «Сахалинэнерго» (дочернее общество ПАО «РусГидро»).

### Сахалинская ГРЭС-2
Расположена вблизи с. Ильинское Томаринского района. Паротурбинная электростанция, в качестве топлива использует каменный и бурый уголь. Введена в эксплуатацию в 2019 году. Установленная электрическая мощность станции — 120 МВт. Оборудование станции включает в себя 2 турбоагрегата мощностью по 60 МВт и 2 котлоагрегата. Принадлежит ПАО «РусГидро».

### Ногликская ГЭС
Расположена в посёлке Ноглики, Ногликский район. Газотурбинная электростанция, в качестве топлива использует природный газ. Турбоагрегаты станции введены в эксплуатацию в 1999 году. Установленная электрическая мощность станции — 48 МВт, фактическая выработка электроэнергии в 2018 году — 212,5 млн кВт·ч. Оборудование станции включает в себя 4 турбоагрегата мощностью по 12 МВт. Принадлежит АО «Ногликская газовая электрическая станция» (основной собственник — Сахалинская область). Планируется к выводу из эксплуатации после строительства в Ногликах новой газотурбинной электростанции мощностью 67,5 МВт, запланированного на 2021—2025 годы.

### Охинская ТЭЦ
Расположена в городе Оха. Теплоэлектроцентраль с паротурбинным и газотурбинным оборудованием, в качестве топлива использует природный газ. Турбоагрегаты станции введены в эксплуатацию в 1969—2016 годах. Установленная электрическая мощность станции — 99 МВт, тепловая мощность — 216 Гкал/час, фактическая выработка электроэнергии в 2018 году — 209,3 млн кВт·ч. Оборудование станции включает в себя 6 турбоагрегатов (3×25, 2×2,5 и 1×19 МВт), а также 4 котлоагрегата. Принадлежит АО «Охинская ТЭЦ» (дочернее общество компании «Роснефть»).

### Малые ТЭС
На территории Сахалинской области эксплуатируется ряд небольших тепловых электростанций — блок-станций, дизельных электростанций и мини-ТЭЦ, большинство из которых обеспечивают энергоснабжение в небольших изолированных энергорайонах. Крупнейшими из них являются ДЭС «Южно-Курильская» — 9,253 МВт, ДЭС в с. Китовое — 7,552 МВт, Мини-ТЭЦ «Сфера» — 7,2 МВт, блок-станция в г. Томари — 6,5 МВт, блок-станция в г. Холмск — 5 МВт.

### Менделеевская ГеоТЭС
Расположена на острове Кунашир. Введена в эксплуатацию в 2002 году. Установленная мощность станции — 7,4 МВт.

### Малые ГЭС
На острове Парамушир эксплуатируются две малые гидроэлектростанции — Северокурильская МГЭС-1 мощностью 1,26 МВт и Северокурильская МГЭС-2 мощностью 0,4 МВт.

### Ветроэлектростанции
На территории Сахалинской области функционируют две ветроэлектростанции — в с. Новиково, мощностью 450 кВт (2×225 кВт) и с. Головнино, мощностью 450 кВт (2×225 кВт).

## Потребление электроэнергии
Ввиду своего изолированного характера, энергосистема Сахалинской области сбалансирована по производству и потреблению электроэнергии. Абсолютный максимум нагрузки в 2018 году в Сахалинской области составил 463 МВт. В Центральном энергорайоне наибольшую долю в энергопотреблении занимает население — около 37 % по итогам 2018 года. Крупнейший потребитель электроэнергии в Сахалинской области — ООО «РН-Сахалинморнефтегаз», 153 млн кВт·ч. Наиболее крупной энергосбытовой компанией в регионе является ПАО «Дальневосточная энергетическая компания» (входит в группу РусГидро).

## Электросетевой комплекс
Общая протяженность линий электропередачи в Сахалинской области по состоянию на 2018 год составляет 2895,49 км, в том числе ВЛ 220 кВ — 866,61 км, ВЛ 110 кВ — 507,3 км, ВЛ 35 кВ — 1509,76 км, КЛ 35 кВ — 11,82 км. Большая часть линий электропередачи (общей протяжённостью 2483,19 км) эксплуатируется ПАО «Сахалинэнерго».